# Zuma Rock
Pour les articles homonymes, voir Zuma.
Zuma Rock est un grand monolithe granitique situé à 55 km par la route à l'ouest-nord-ouest d'Abuja, capitale du Nigeria. Il se situe au bord de l'autoroute A2 entre Abuja et Kaduna, dans l'État de Niger. Il présente une hauteur de 300 mètres par rapport au terrain environnant et culmine à 741 mètres d'altitude. Il fait environ 3,1 km de circonférence.
Comme Aso Rock, un monolithe des hauteurs d'Abuja, Zuma Rock fait partie du plateau de Jos, une zone de granite relativement jeune (160 millions d'années) qui a surgi à travers une autre couche de granite plus ancienne, créant ces monolithes caractéristiques. Les stries verticales sont causées par le ruissellement.
Le Zuma rock est un symbole touristique de la région d'Abuja et de tout le Nigeria. Il est quelquefois nommé « la porte d'Abuja », puisqu'il se situe près de la limite entre le territoire de la capitale fédérale du Nigeria et l'État de Niger au nord-ouest. Il est un symbole d'unité depuis qu'Abuja est devenue capitale en 1991 et est représenté sur les billets de 100 nairas.

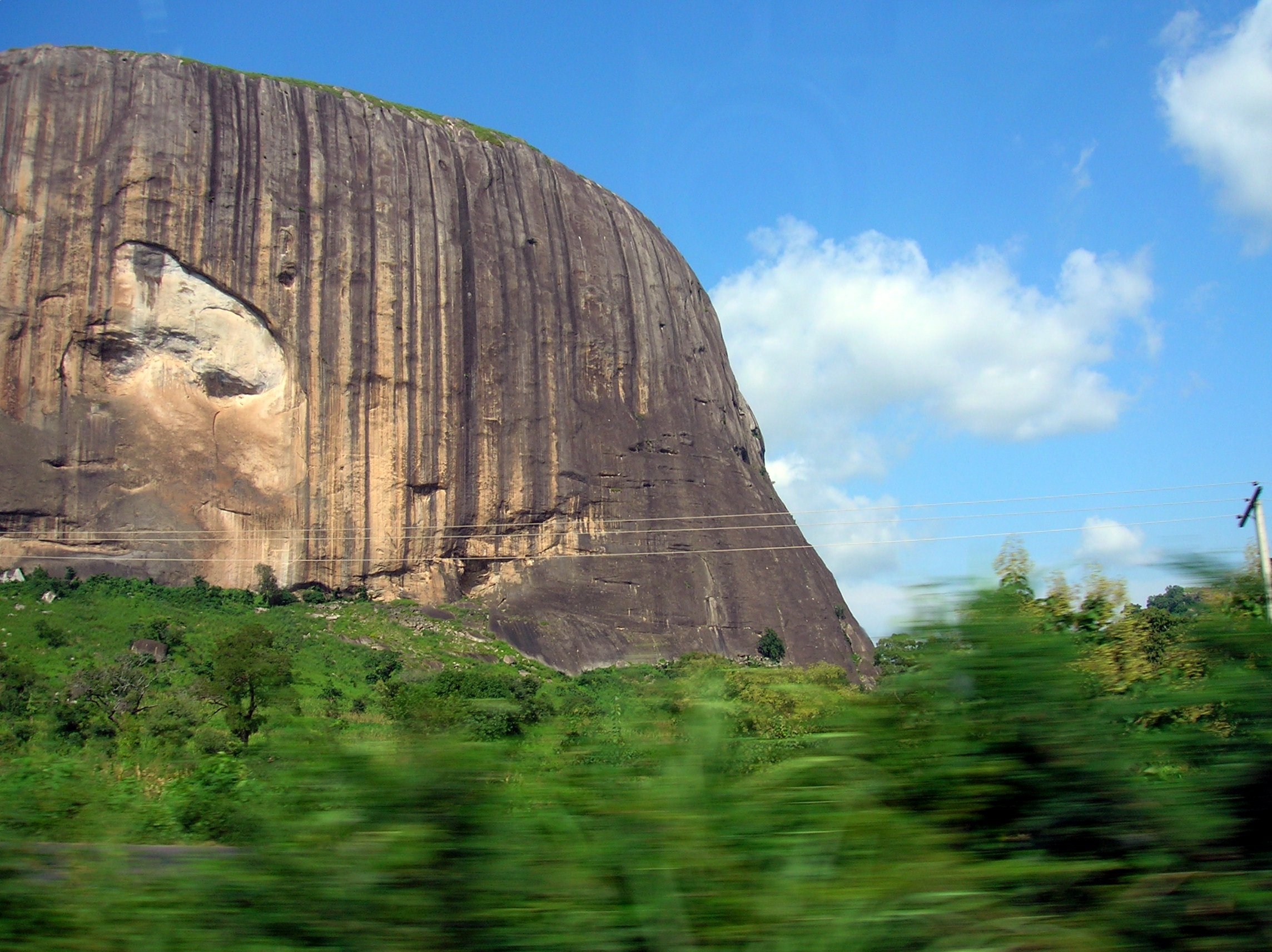
Vue latérale